# Fahrhaube

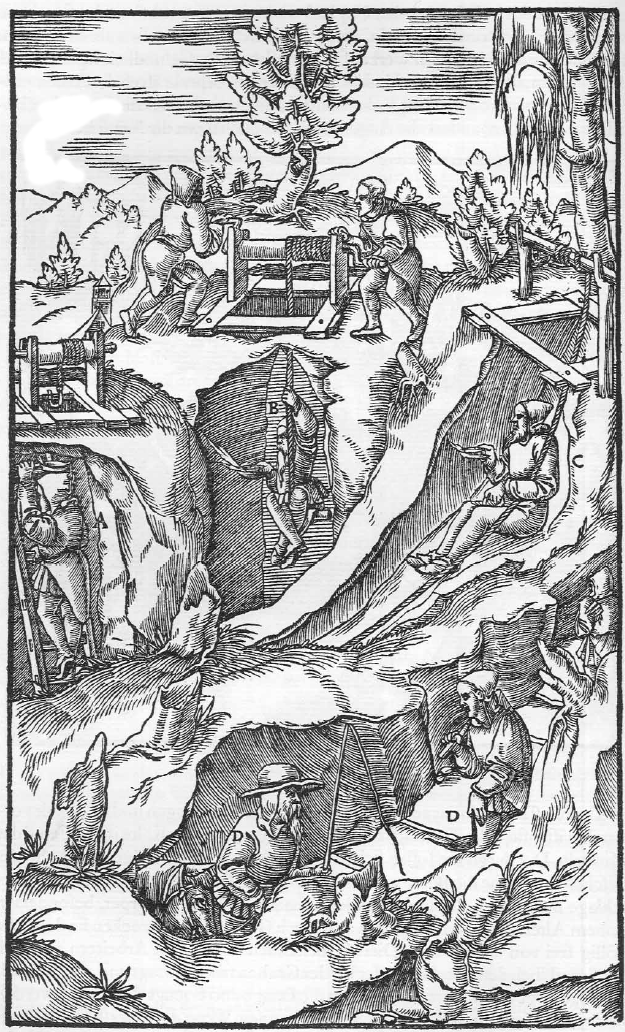
Mittelalterliche Bergleute bei der Fahrung (nach Agricola)

Die Fahrhaube, auch Berghaube, Bergkappe oder Fahrkappe genannt, ist Bestandteil der traditionellen Bergmannstracht. Sie besteht aus weißem Stoff (Leinen) und diente früher dem Schutz des Bergmanns bei der Fahrung unter Tage.

## Grundlagen und Geschichte
Bereits in der Bronzezeit trugen die Bergleute im Hallstädter Salzbergbau kegelförmige Mützen aus vernähten Lederstücken. In der Eisenzeit trug man dann Zipfelmützen aus Schaffell, bei denen die Fellseite nach innen getragen wurde. Im Laufe der Jahre und Jahrhunderte entstanden so unterschiedliche Formen und Arten der Bergmannstracht, zu der auch die Fahrhaube zählte. Im ausgehenden Mittelalter trugen die Bergleute überwiegend Kittel mit spitzen Kapuzen, die mit dem Kittel eine Einheit bildeten. In einigen Bergbauregionen trug man den Gugel abgelöst vom Kittel als separate Kopfbedeckung. Aus der Kapuze entwickelte man dann die Fahrhaube, die schon sehr früh im Mittelalter neben dem Gugel als Kopfbedeckung genutzt wurde. Im weiteren Verlauf der Jahre entwickelten sich dann verschiedene bergmännische Kopfbedeckungen. Später wurde die Fahrhaube vom Fahr- oder Schachthut abgelöst, von dem dann die Entwicklung über Leder- und Gummikappen oder -helme bis hin zu den heutigen Arbeitsschutzhelmen führte.

## Aufbau und Trageweise
Die Fahrhaube bestand aus weißen Leinenstoff und war haubenartig geformt. Es gab auch Hauben, die dreieckig geformt waren. An der Haube befanden sich oftmals lange Schleifen. Diese dienten in der Regel zur Verzierung der Fahrhaube. Die Bänder ließ der Bergmann entweder auf die Schulter herabhängen oder band sie am Hinterkopf zusammen. Eine weitere Variante war, dass er die Bänder auf den Rücken herabhängen ließ. Die gewöhnlichen Bergleute trugen früher nur eine einfache Fahrhaube. Später trugen sie dann eine Kappe aus gewalktem grünen Moosfilz. Die Bergbeamten und Bergbedienten trugen über ihrer Fahrhaube eine Schachtmütze oder einen Schachthut. Anstelle der Fahrhaube wurde auch, je nach Region, ein einfaches als Fahrtuch bezeichnetes Tuch darunter getragen.